# Cassero Senese (Montelaterone)
Pour les articles homonymes, voir Cassero Senese.
Le Cassero Senese, ausi appelé Roccaccia, est un château situé dans le système défensif du centre historique de Montelaterone, une frazione de la commune de Arcidosso, (province de Grosseto), en Toscane
.

## Histoire
Le château a été construit par les Siennois au XIIIe siècle, en l'intégrant au système défensif préexistant jusqu'alors constitué uniquement des murailles de Montelaterone, caractérisés par une double enceinte.
Le complexe a eu une importance considérable jusqu'à sa permanence sur le territoire de la république de Sienne. Une fois incorporé au grand-duché de Toscane au milieu du XVIe siècle, le donjon siennois n'est plus considéré comme stratégique par les Médicis et connaît ainsi un très long et inexorable déclin.
Aux siècles suivants, une grande partie de l'enceinte, dont le donjon faisait partie intégrante, fut incorporée par d'autres édifices ; ce n'est que dans les dernières années du XXe siècle que quelques interventions de restauration ont permis de sauvegarder les ruines.

## Description
Il reste d'imposantes ruines constituées d'une tour adossée aux restes d'autres édifices qui se développent sur un plan polygonal. Le donjon a une section quadrangulaire, avec des murs recouverts de pierre où il y a des fenêtres en plein cintre ; la partie supérieure, très compromise, est dotée de quelques consoles légèrement saillantes qui, autrefois, formaient le support du couronnement sommital.

## Galerie

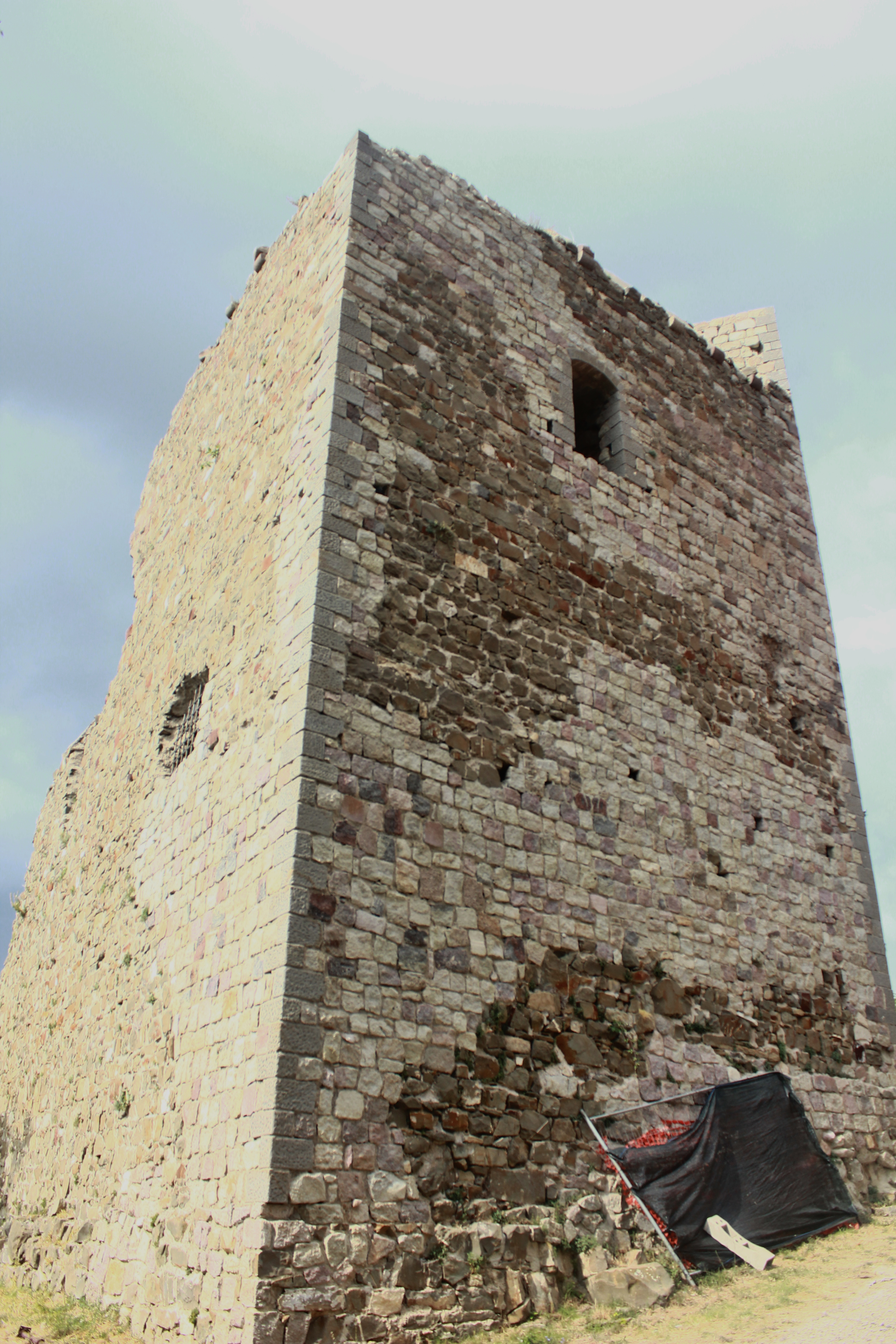
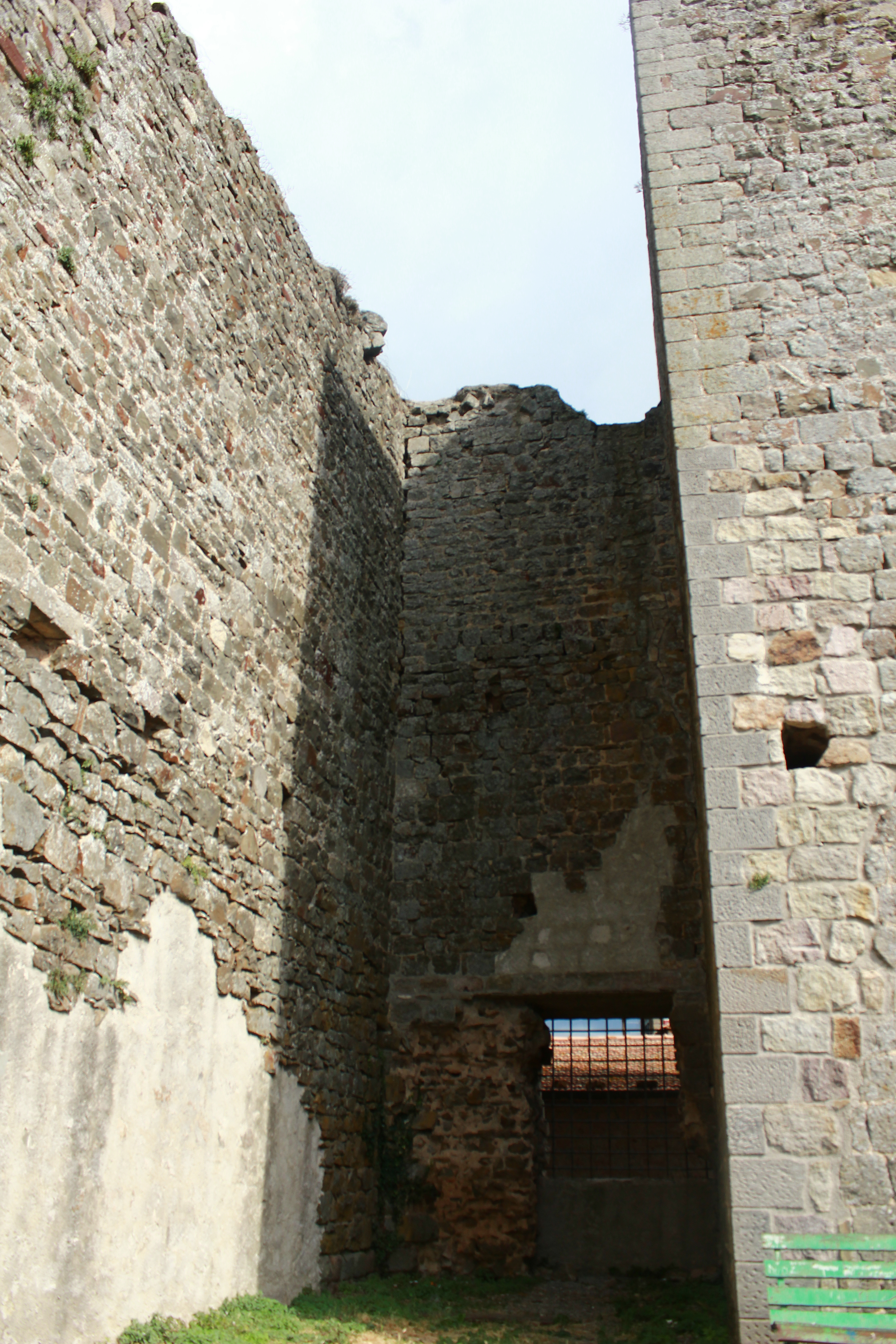
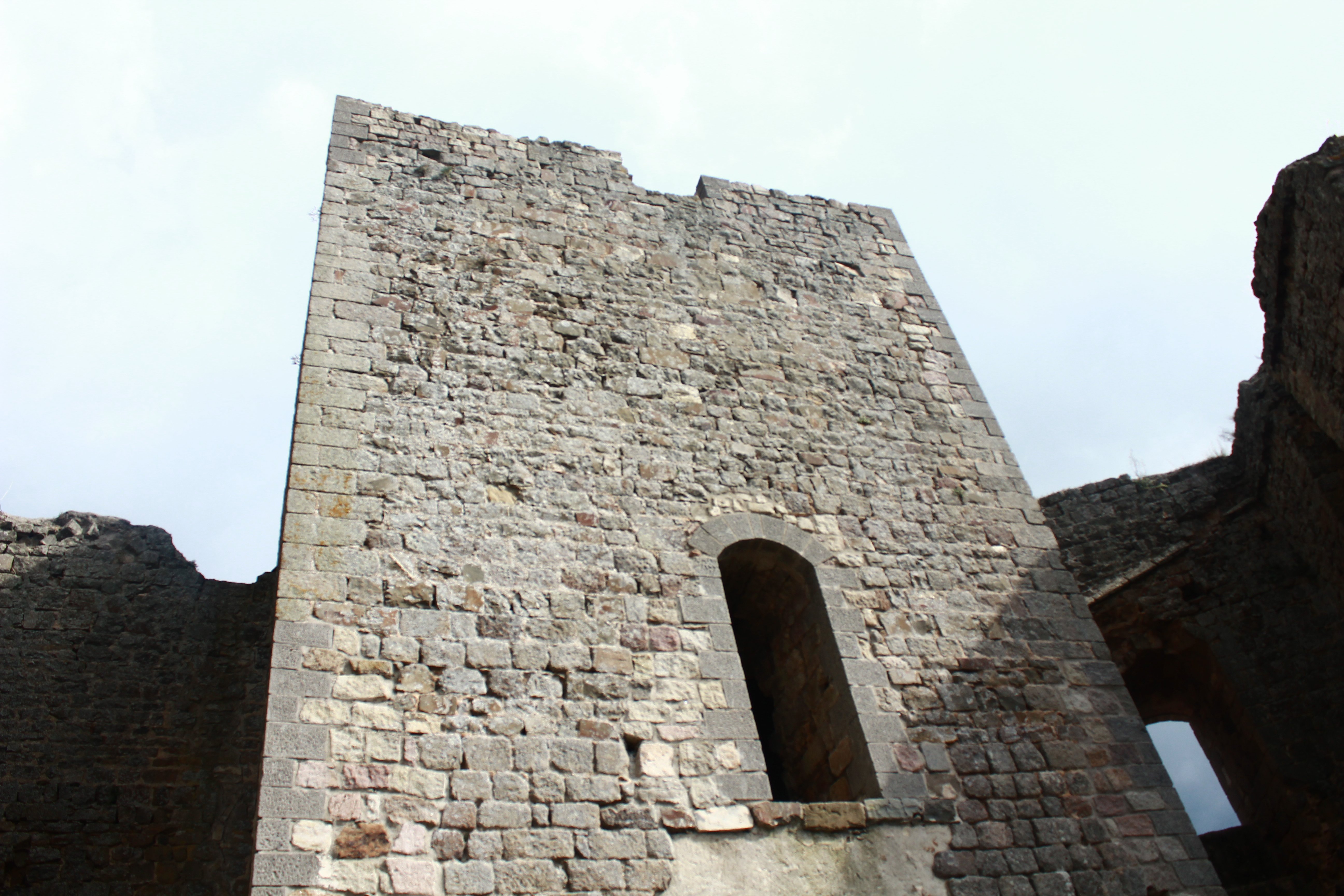
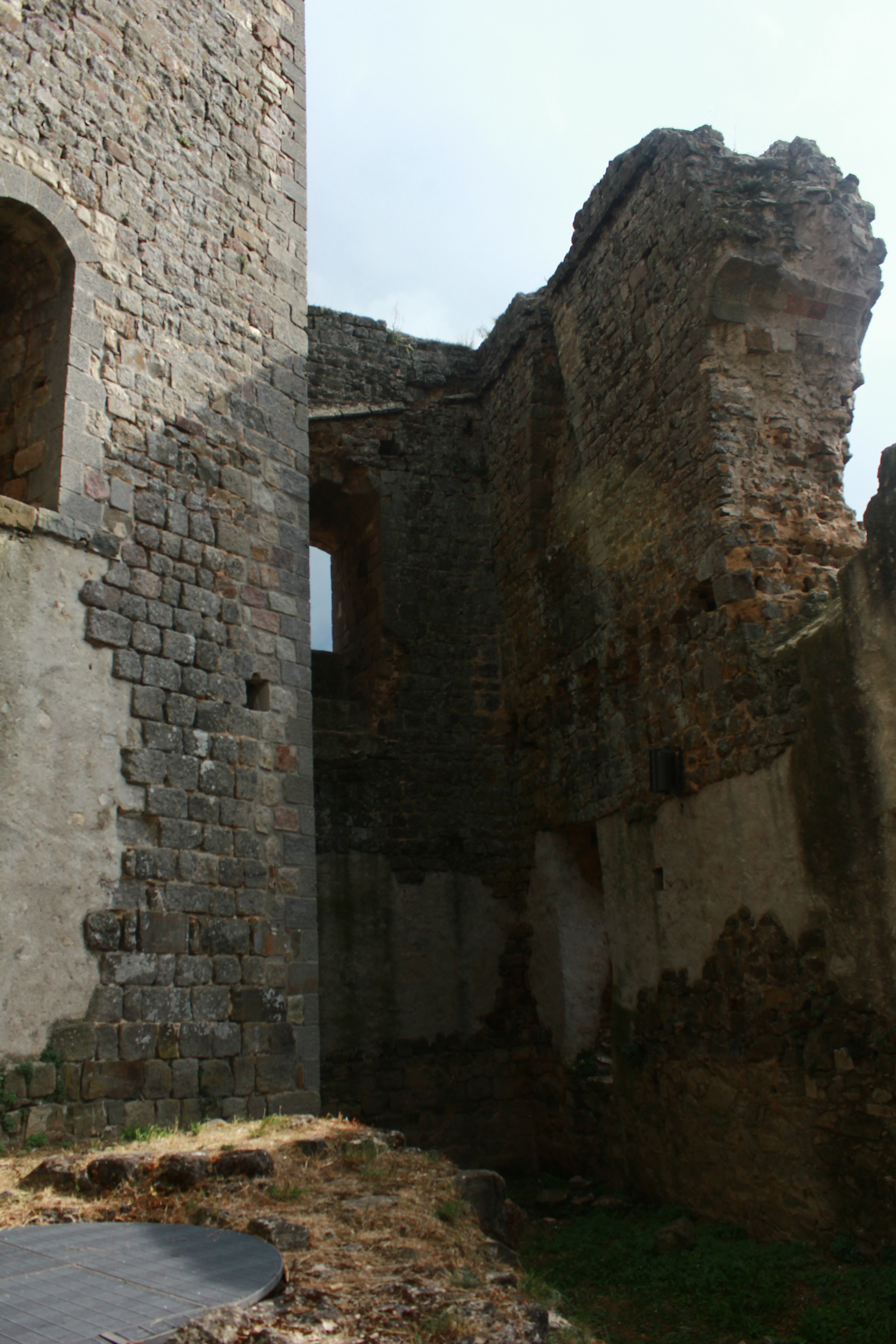
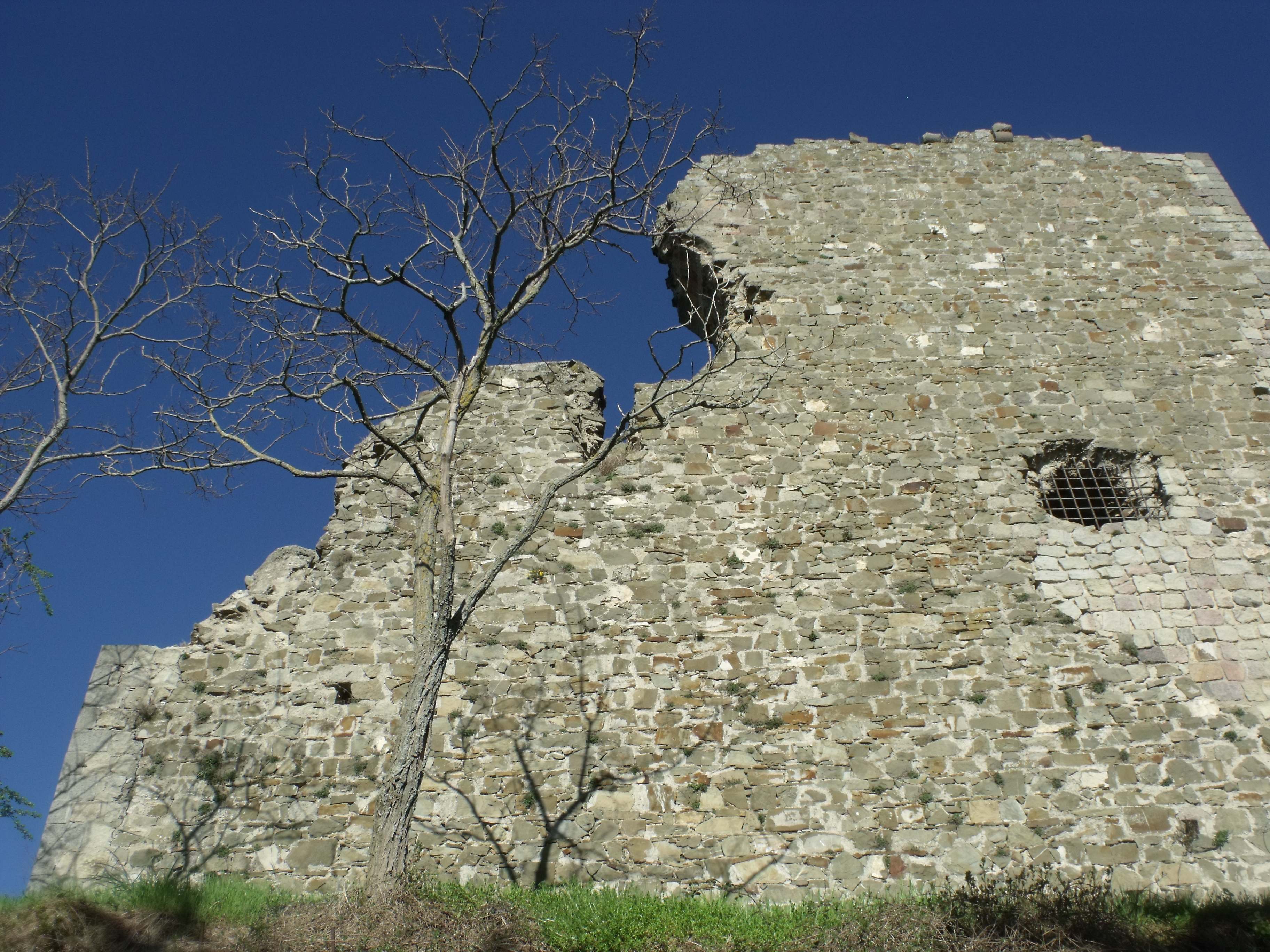